# Elba, Alabama
Elba là một thành phố thuộc quận Coffee, tiểu bang Alabama, Hoa Kỳ. Dân số năm 2009 là 4213 người, mật độ đạt 106 người/km².